# میستا (یونان)
میستا (به لاتین: Mesta) یک روستا در یونان است که در خیوس واقع شده‌است.